# آمونیوم آهن (II) سولفات
آمونیوم آهن(II) سولفات (به انگلیسی: Ammonium iron(II) sulfate) با فرمول شیمیایی (NH۴)۲Fe(SO۴)۲·6H۲O یک ترکیب شیمیایی است. که جرم مولی آن 284.05 g mol−۱ (anhydrous)392.14 g mol−۱ (hexahydrous) می‌باشد. شکل ظاهری این ترکیب، جامد سبز-آبی است.